# Lago Illsee
O Lago Illsee É um lago de reservatório natural do cantão de Valais na Suíça e pertence ao município de Sierre, está localizado na 2360 m acima do nível do mar e tem uma área de 0,21 km².